# Parasphaerichthys
Parasphaerichthys Prashad & Mukerji, 1929, è un genere di pesci d'acqua dolce, appartenente alla famiglia Osphronemidae, sottofamiglia Luciocephalinae.

## Specie
Al genere appartengono 2 specie:
- Parasphaerichthys lineatus
- Parasphaerichthys ocellatus